# 圣塞巴斯蒂安城堡 (加的斯)
圣塞巴斯蒂安城堡（西班牙語：Castillo de San Sebastián）是一个堡垒，位于西班牙加的斯，卡莱塔海滩的尽头，在一个与主城分开的小岛上。1993年公布为西班牙文化财产。

## 历史
传说在城堡的位置，曾有一座克洛诺斯神庙，他是宙斯、波塞冬、哈得斯、赫斯提亚、得墨忒耳和赫拉的父亲。1457年，一名康复的威尼斯船员在岛上建造了一座小堂。1706年，建造了一座城堡，保护该市北部免受攻击。灯塔的底部是穆斯林时期的一座瞭望塔。灯塔为钢结构，高出海面41米。
1811年，胡安·鲍蒂斯塔·阿索帕多（Juan Bautista Azopardo）随马耳他海军抵达这里，在堡垒里一直住到1815年，转移到休达的军事监狱。1860年，建造了一座堤坝，作为岛和城市之间的纽带。1985年6月25日，圣塞巴斯蒂安城堡公布为文化地标。